# 谷川岳
谷川岳（たにがわだけ）は、群馬県利根郡みなかみ町と新潟県南魚沼郡湯沢町の県境（上越国境）にある山。山頂部はトマの耳（標高1,963 m）とオキの耳（標高1,977 m）の二峰に分かれた双耳峰となっている。日本百名山、新日本百名山、ぐんま百名山、越後百山、新潟100名山、関東百名山、甲信越百名山、新日本旅行地100選の一つ。

## 概要

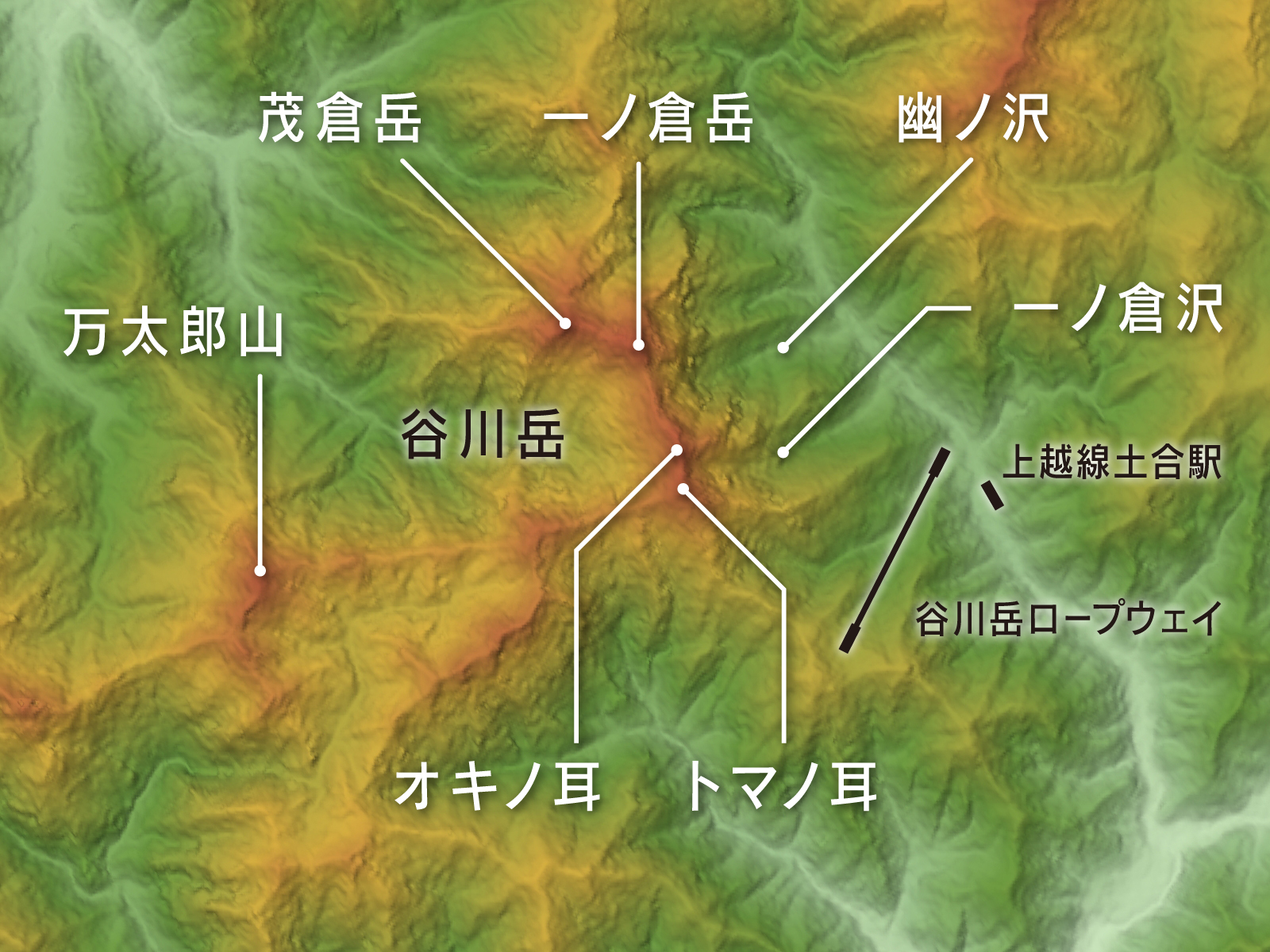
谷川岳の地形図（一部誤植あり）

群馬県の北方、新潟県の南方の上信越高原国立公園・三国山脈にあり、広義の越後山脈に含むこともある。周辺の仙ノ倉山・万太郎山・一ノ倉岳・茂倉岳などを総じて谷川連峰や、俗に国境稜線ともいう。登山ガイドなどでは、これら周辺の山も含めて谷川岳と一体視して扱うこともある。一帯がみなかみユネスコエコパークに含まれる。尾根を挟んで日本海側の信濃川水系と太平洋側の利根川水系に分かれる中央分水嶺で、ぐんま県境稜線トレイルのコースの一部。
元来この山は南の利根・沼田方面から見た姿からトマ・オキの耳二つ（二つ耳）と呼ばれ、トマの耳には薬師瑠璃光如来を祀ったことから薬師岳、オキの耳には富士浅間神社（富士権現）の奥の院を祀ったことから谷川富士、浅間岳の別称がある。谷川岳の名は本来は谷川村（現在のみなかみ町谷川地区）を流れる谷川源流にある、現在では俎嵓（まないたぐら）と呼ばれる山の呼び名であったが、明治時代に作られた陸地測量部の5万分の1地形図（および、それを引き継いだ国土地理院地図）が薬師岳に谷川岳の名を当て、木暮理太郎や武田久吉らは正しい名称での呼称を呼び掛けたが、地形図の表記が定着し、トマ・オキの耳二つが谷川岳と呼ばれるようになった。明治の地形図作成時にはトマの耳に三角点が置かれたが、現在は亡失し、盤石のみが残されている。谷川富士の名称は一ノ倉岳に付与され、両者が併記される形で太平洋戦争後まで用いられたが、1961年（昭和36年）の版以降は一ノ倉岳の表記に統一された。最高点はオキの耳だが、上記の経緯より、トマの耳が主に本峰として扱われる。トマは「とば口」などと同じように入り口、手前の意、オキは「沖」などと同じように遠い方、奥の意。新潟側では明治の頃までは単に「富士山」と呼んだ 。
初級者から上級者向けまでの変化に富む登山コースを有し、上越線土合駅からのアクセスがよく取り付きまでに要する時間がさほど長くかからない位置にあり複数のルートが開拓されたため、年間4万人を超える登山者が訪れる。一方で危険個所の多さと急激な気候変化が影響し、遭難者の多い山としても知られる。
一ノ倉沢などの谷川岳の岩場は、その険しさから剱岳・穂高岳とともに日本三大岩場の一つに数えられ、ロッククライミングの盛んな地となっている。山麓はスキーの好適地でもあり、谷川岳天神平スキー場やホワイトバレースキー場がある。

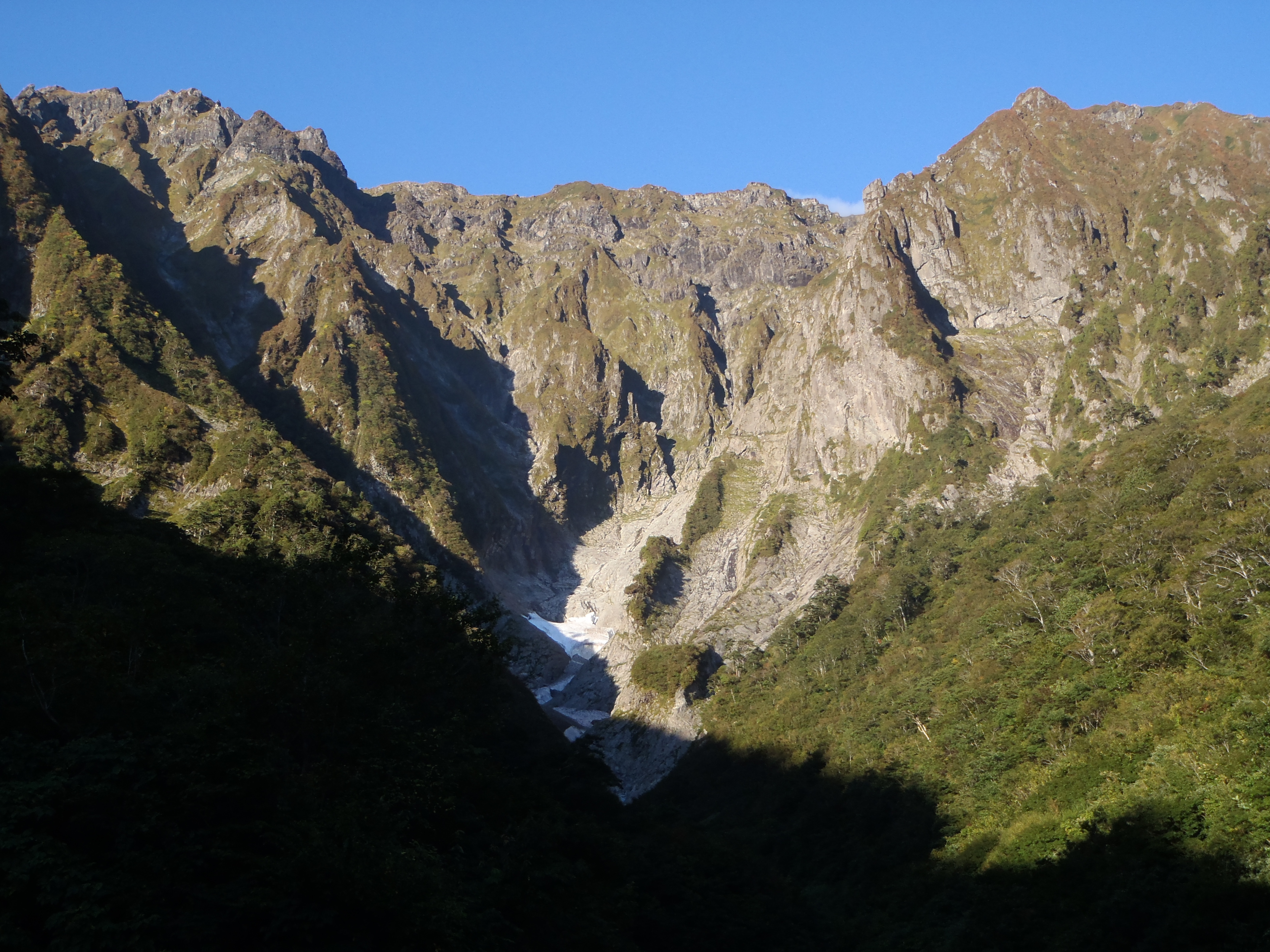
一ノ倉沢

1960年12月開業の谷川岳ロープウェイが東麓から山稜付近（天神尾根）までを繋いでおり、冬場はスキー客と登山客が同じゴンドラで天神平を目指すことも少なくない。山稜の天神平駅のそばにはレストハウスがあり、簡単な食事も提供されている。
群馬県みなかみ町谷川にある谷川富士浅間神社は、縁起によれば、天授6年（1380年）の鎮座で、主神は木花咲弥姫命。中宮の社殿は真田伊賀守によって沼田総鎮守として万治元年（1658年）あるいは寛文3年（1663年）に造営された。奥の院がオキノ耳の少し北にあり、山中の洞窟から発見された永禄8年（1565年）の銘がある懸け仏（御神体）の鏡が置かれていたが、文化財への指定にともない、水上歴史民俗資料館へと移されたのち、氏子総代によって保管されている。毎年4月29日が春祭りで、ここで踊られる奉納舞の太々神楽は真田信幸が慶長6年（1601年）に永楽銭三百貫文を寄進した際に始まったという。奥の院には安政7年（1860年）に作られた鉄板拭きの社があったが、たびたび風に吹かれるなどして谷間に落ちることがあったため、大正時代に石作りのものに変わった。万延元年（1860年）に浅間神社が正一位浅間大神の位をもらうと、それを祝い、沼田城主の土岐頼之によって女人禁制が解かれ、大いに賑わったという。保登野沢沿いのコースは、この頃、混雑を避けるために下り専用として拓かれた。往時は中宮から尾根筋を通って天神峠に上がる道があり、土合から登る人が多くなってからは廃道同然だったが、近年になり、奥之院古道として再整備された。
元々信仰の山として修験者（山伏）や、地元民らを中心に登られていたほか、東麓を流れる湯檜曽川に沿って古道があり、江戸時代は口留番所によって通行が禁じられていたが、明治時代になって新道が開削され、国道に指定されたものの、新潟県側で土砂崩れや雪崩、路盤の崩落などが起きて2年ほどで通行不能となった（詳細は国道291号および清水峠を参照）。1876年（明治9年）には陸運会社沼田分社によって一ノ倉沢出合、武能沢出合、白樺尾根に休泊所が作られたが、後に廃止された。1932年（昭和7年）頃からは、鉄道省信濃川送電線路の建設があった。
近代における記録に残る登頂は明治時代の陸地測量部による測量隊の登頂の後、1920年（大正9年）7月2日に日本山岳会の藤島敏男、森喬の両名が土樽村の剣持政吉の案内で矢場尾根から茂倉岳・一ノ倉岳を経由して登頂し、天神尾根から谷川温泉に下ったのが最初とされ、それにちなんで2011年より毎年7月2日が「谷川岳の日」と定められた（記念日制定について話し合いが持たれた2010年が藤島らの登頂より90周年だったことと、2011年が上越線開通80周年にあたること、また群馬デスティネーションキャンペーンの開催に合わせての制定）。群馬県側の山開きは1938年（昭和13年）7月1日に第1回の山開きが行われて以降、毎年7月第一日曜日に行われ、「安全登山の日」として谷川岳ロープウェイの谷川岳ベースプラザもしくは谷川岳登山指導センターで安全祈願祭が行われるほか、記念日が制定された2011年からはJR東日本によって臨時夜行列車の「谷川岳山開き号」が運行され、ロープウェイも早朝営業を行うなど、いくつかのイベントが開催される。谷川岳の日と山開きの日の両者がある週を「谷川岳ウィーク」と呼称する。2016年（平成28年）に山の日が制定されて以降は、「山の日谷川岳号」が運行された。
木暮理太郎は清水峠を越えた際に見た絶壁の光景を『素晴らしい赭色の岩崖』と記した。大島亮吉が前年の秋に武尊山の山頂から見た谷川岳の岩壁に心惹かれて、1927年（昭和2年）3月22日に大賀道昺と共に谷川温泉からスキーによる冬季登頂と、同年5月28日に芝倉沢（パートナーは斎藤長寿郎）、7月16日にマチガ沢（原文ではイヲノ沢、パートナーは大賀道昺と酒井英）の完登と、前後の日程で一ノ倉沢（原文ではマチガ沢）・幽ノ沢（原文では一ノ倉沢）の試登を行い、1929年（昭和4年）に「主として谷川岳の岩壁の下調べに行きたるなり。總ては尚研究を要すべし、近くてよい山なり」と述べたことや、大島の遭難死が大きく報道され、遺稿集などが広く称揚されたこともきっかけとなって山岳界にその名を知られるようになった。1931年（昭和6年）9月1日に上越線の上越国境区間（清水トンネル）を含む全線が開通し、最寄りの土合駅と土樽駅（開業当時はいずれも信号場）が開業するなどしたことでアクセスが飛躍的に改善し、首都圏からの夜行列車を利用した日帰りが可能な近さと、剱岳・穂高岳に勝るとも劣らぬ急峻な岩壁が多くの大学山岳部や社会人登山家から好まれるようになり、第二次世界大戦による中断を挟んでクライマーを中心とした昭和の登山ブームが1960年代まで続いた。その後、1990年代頃から日本百名山を中心とする中高年の登山ブーム（平成の登山ブーム）が起こり、現在に至る。

## 地形・地質
標高の低い部分は主として花崗岩類、標高の高い部分はもっぱら玄武岩や蛇紋岩による。深部は石英閃緑岩からなる（谷川岳深成岩体）。また山域は氷河地形や周氷河地形の特徴を呈しており、アバランチシュートやモレーンも見られる。
気象の厳しさから標高1,500m付近が森林限界となり、その上からは笹原が広がり視界が開ける。このため、比較的低い標高（特に稜線付近）でも高山植物が観察できる。

### 一ノ倉岳
一ノ倉岳は、谷川岳の北にある標高1,974メートルの山。オキの耳との中間部に「ノゾキ」がある。

### 堅炭尾根
堅炭尾根は、一ノ倉岳から北に伸びる尾根。

### 芝倉沢
芝倉沢は、湯檜曽川の支流で、堅炭尾根の北を流れる沢。

### 一ノ倉尾根
一ノ倉尾根は、一ノ倉岳から東に伸びる尾根。

### 幽ノ沢
幽ノ沢は、湯檜曽川の支流で、一ノ倉尾根の北を流れる沢。

### 一ノ倉沢
一ノ倉沢は、湯檜曽川の支流で、東尾根と一ノ倉尾根の間を流れる沢。

### 東尾根
東尾根は、谷川岳（オキの耳）から北東に伸びる尾根。

### マチガ沢
マチガ沢は、湯檜曽川の支流で、東尾根と西黒尾根の間を流れる沢。

### 西黒尾根
西黒尾根は、谷川岳（トマの耳）から東に伸びる尾根。

### 田尻尾根
田尻尾根は、天神平から土合へ伸びる尾根。

### 天神平
天神平は、谷川岳と高倉山の間にある高原。天神尾根ルートの起点。

### 高倉山
高倉山は、谷川岳の南にある標高1,448メートルの山。

## 登山

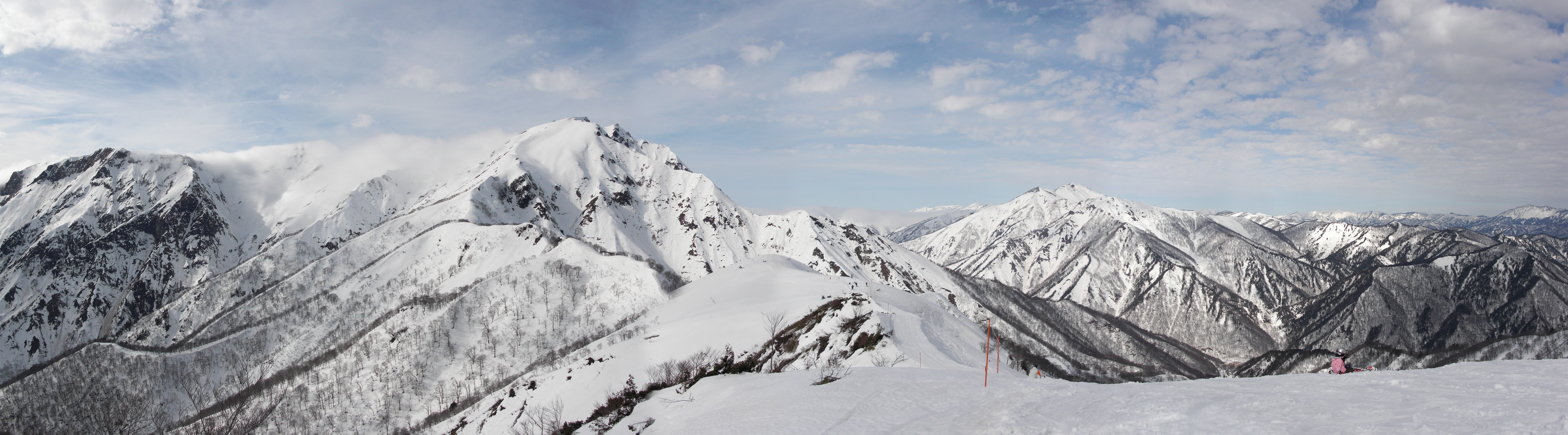
谷川岳天神平スキー場より雪の谷川岳を望む

### 年表
1380年（天授6年、康暦2年）2月1日未明、南西（富士山の方角）から射した白光が虹のように谷川岳山頂に立ち、この光に乗って浅間大菩薩が現れ、村人にお告げを与えた。精進して体を清めた村人たちがその場所に行ってみると、満開の花の木に八面の鏡がかけてあり、ほこらを立ててこれを奉った。この年は庚申の年だったため、以降は60年おきに大祭が行われたという。
1860年（安政7年・万延元年）、庚申の大祭で奥の院の建て替えが行われた。
1885年（明治18年）8月、清水峠越新道（明治国道）が開通。
1893年（明治26年）、一ノ倉岳に三角点が置かれる（基準点名は谷川富士）。
1919年（大正8年）、清水トンネルの測量が始まり、鉄道省が茂倉岳に道筋をつける。
1920年（大正9年）7月2日、日本山岳会の藤島敏男、森喬と土樽村の剣持政吉が茂倉岳・一ノ倉岳を経由して登頂し、天神峠から谷川温泉に下る。
1926年（大正15年）7月26日、日本山岳会の松本善二、吉田直吉（吉田久兵衛）、野口末延と人夫5人が土樽から蓬峠を経由して入山し、三国峠から法師温泉に下るまで3泊4日をかけて稜線の全山を縦走。
1927年（昭和2年）3月22日、慶應義塾大学山岳部の大島亮吉と大賀道昺がスキーによる冬季初登頂（谷川温泉 - 天神尾根）。
同年5月28日、大島亮吉と斎藤長寿郎が芝倉沢完登。
同年7月16日、大島亮吉と大賀道昺、酒井英がマチガ沢完登。
1929年（昭和4年）、大島亮吉が『登高行』第7年号に寄せた紀行文の中で「近くて良い山なり」と形容したことで広く知られるようになる。
1930年（昭和5年）7月17日、東北帝国大学山岳部の小川登喜男が一ノ倉沢（奥壁第三ルンゼ）完登。同月、青山学院山岳部の小島隼太郎が一ノ倉沢二の沢左俣完登。
同年、水上山岳会結成。初代会長は湯檜曽の阿部一美。
1931年（昭和6年）7月、小川登喜男が幽ノ沢（左俣第二ルンゼ）完登。同、マチガ沢東南稜初登攀。
同年9月1日、清水トンネルの完成により、上越線が全線開通。土合信号場（後の土合駅）と土樽信号場（後の土樽駅）が開設。同じ頃、中島喜代志がトンネル工事従事者のために建てられた分教場を改修し、「土合山の家」を開業。昭和6年から7年にかけて水上山岳会により、西黒尾根が整備される。
1932年（昭和7年）7月、成蹊高等学校（現・成蹊大学）虹芝寮が建てられる。
1933年（昭和8年）8月、東京登歩渓流会による集中登山。同会が発行した1936年の文献「谷川岳」で岩場の詳細な紹介が為された。
1936年（昭和11年）、東京慈恵会医科大学山岳部の遭難者の遺族からの寄付により、白毛門 - 朝日岳 - 清水峠 - 武能岳 - 谷川岳の登山道が整備される。
1938年（昭和13年）、中島が田尻尾根を整備。
1939年（昭和14年）9月26日、慶応義塾大学モルゲンロートコールの平田恭助が北アルプスのガイド浅川勇夫と共に一ノ倉沢滝沢スラブの無雪期初登攀に成功。
同年11月29日、鉄道省信濃川発電所の送電開始。
1940年（昭和15年）初冬、高波吾策が土樽にスキー小屋を開設（後の土樽山荘、土樽山の家）。
1941年（昭和16年）8月、肩の小屋（初代）完成。
1942年（昭和17年）、高波が蓬新道を整備。
1949年（昭和24年）9月7日、上信越高原国立公園制定。
1950年（昭和25年）、三国峠までの主脈縦走コース完成、平標山の家開業。
同年11月初旬、三井鉱山・東芝山岳部遭難事件。事件後、稜線上にマツダランプの道標が作られる。
同年12月30日、栃木県立佐野高等学校山岳部11名がガレ沢中部で雪崩に遭遇。5名が行方不明になり、翌年西黒沢下流で遺体収容。
1952年（昭和27年）、新潟県と土樽村が毛度乗越付近に越路避難小屋を、蓬峠に蓬ヒュッテを建設。
1953年（昭和28年）7月、高波が万太郎に登山道を伐開、槇有恒により吾策新道と命名。長谷川勇（吉田勇）が5つの「山の鐘」を贈る。
1954年（昭和29年）、水上営林署の竹花巌と川中剛により、「巌剛新道」と「いわお新道」伐開。
1955年（昭和30年）9月4日、古川純一が小森康行と幽ノ沢中央壁（左フェイス）完登。
同年、高波が平標新道伐開。
1958年（昭和33年）6月21日（アタックは15-22日）、雲表倶楽部パーティの松本龍雄がコップ状岩壁完登。穿孔鑿と埋め込みボルト（ボルトは望月亮の手製による）を用いた人工登攀の本邦初の使用例。同日、東京緑山岳会パーティの山本勉が第2登。
同年、群馬県警察谷川岳警備隊と群馬県遭難対策班発足。初期の頃は、遭難現場との連絡手段として日本鳩通信協会による伝書鳩が用いられた。
1959年（昭和34年）8月18日（アタックは15-18日）、東京雲稜会パーティの南博人と藤芳泰が一ノ倉沢衝立岩初完登。
1960年（昭和35年）9月19-24日、谷川岳宙吊り遺体収容事件。
同年、大障子避難小屋完成。
同年12月12日、谷川岳ロープウェイと国設谷川岳天神平スキー場が開業。
1961年（昭和36年）、高波が谷川新道伐開開始、翌年完成（後に廃道）。
1965年（昭和40年）12月19-20日、田部井淳子がパートナーの佐宗ルミエ（ペンネーム：早川鮎子）と共に一ノ倉沢中央稜の女性のみのパーティによる冬季初完登に成功。
1967年（昭和42年）2月26日（アタックは25-27日）、東京緑山岳会の森田勝が岩沢英太郎と共に冬の一ノ倉沢第3スラブ（通称：三スラ）初登頂。
同年1月、群馬県谷川岳遭難防止条例制定。併せて谷川岳登山指導センター開所。
同年9月28日、新清水トンネル完成で上越線の複線化が完了。
1969年（昭和44年）、一ノ倉沢出合まで舗装が完了。
1970年（昭和45年）、明治国道が国道291号指定。
1974年（昭和49年）3月4日、長谷川恒男が一ノ倉沢滝沢第2スラブを冬季単独初登頂。同日、高橋寛明・遠藤甲太パーティが第2登。
1978年（昭和53年）8月26日、学習院大学在学中の浩宮徳仁親王が登頂。水上山岳会の中島喜代志がガイドを務めた。
2007年3月25日、みなかみ町山岳資料館開設。
2010年、谷川岳山岳資料館開館。
2017年、みなかみユネスコエコパーク登録。
2018年、ぐんま県境稜線トレイル完成。
2021年6月19日、谷川岳インフォメーションセンター開設。

### ルート（通常登山）
- 天神尾根ルート - 谷川岳ロープウェイの麓土合口駅から山頂天神平駅（標高1,319m）に上がったところが起点。天神平駅より天神峠ペアリフトに乗り、天神峠展望台（標高1,502m）から向かうルートもある。ロープウェイを利用しない場合や営業時間外の際は、その下の田尻尾根を歩く。
- 西黒尾根ルート - 途中「ラクダのコル」で巌剛新道と合流する。日本三大急登の一つに数えられ、下山の難易度が高く初心者には不向きであるため、注意を促す看板が建てられている。
- 巌剛新道ルート - 登山口はロープウェイ・土合口駅よりさらに国道291号を上がった地点、マチガ沢付近にある。
- 谷川連峰縦走路（平標山 - 仙ノ倉山 - 万太郎山 - 谷川岳） - 主脈縦走とも言われる
- 馬蹄形縦走路（谷川岳 - 一ノ倉岳 - 茂倉岳 - 七ツ小屋山 - 朝日岳 - 笠ヶ岳 - 白毛門）

### ルート（ロッククライミング）
- 東尾根
- 一ノ倉沢・一ノ沢左稜
- 一ノ倉沢・一ノ沢
- 一ノ倉沢・一、二ノ沢中間稜
- 一ノ倉沢・二ノ沢
- 一ノ倉沢・滝沢リッジ
- 一ノ倉沢・滝沢本谷
- 一ノ倉沢・滝沢マイナースラブ
- 一ノ倉沢・滝沢第一スラブ
- 一ノ倉沢・滝沢第二スラブ
- 一ノ倉沢・滝沢第三スラブ
- 一ノ倉沢・滝沢ルンゼ状スラブ
- 一ノ倉沢・滝沢Aルンゼ
- 一ノ倉沢・滝沢Bルンゼ
- 一ノ倉沢・滝沢ドーム
- 一ノ倉沢・マッターホルン状岩壁
- 一ノ倉沢・2ルンゼ
- 一ノ倉沢・中央奥壁
- 一ノ倉沢・3ルンゼ
- 一ノ倉沢・4ルンゼ
- 一ノ倉沢・南稜
- 一ノ倉沢・烏帽子沢奥壁
- 一ノ倉沢・中央稜
- 一ノ倉沢・衝立岩正面壁
- 一ノ倉沢・コップ状岩壁
- 一ノ倉尾根
- 幽ノ沢中央壁
- 幽ノ沢右俣リンネ
- 幽ノ沢V字状岩壁
- 幽ノ沢左俣中央ルンゼ
- 石楠花尾根
- 堅炭岩
- 南面幕岩

### 周辺の山小屋
- 肩の小屋
- 蓬ヒュッテ
- 熊穴沢避難小屋
- 一ノ倉岳避難小屋
- 茂倉岳避難小屋
- 清水峠避難小屋
- オジカ避難小屋
- 大障子避難小屋

## ビュー・ポイント
- 上越線・土合駅より北へ進む白毛門は谷川岳の撮影ポイントの一つ。
- 国道291号線は一ノ倉沢まで続き、舗装が途切れ、清水峠で点線国道になる。周辺、マチガ沢 - 一ノ倉沢 - 幽ノ沢 - 芝倉沢は紅葉の名所。峻厳な岩肌と木々とが相俟った渓谷美で知られる。

## 遭難

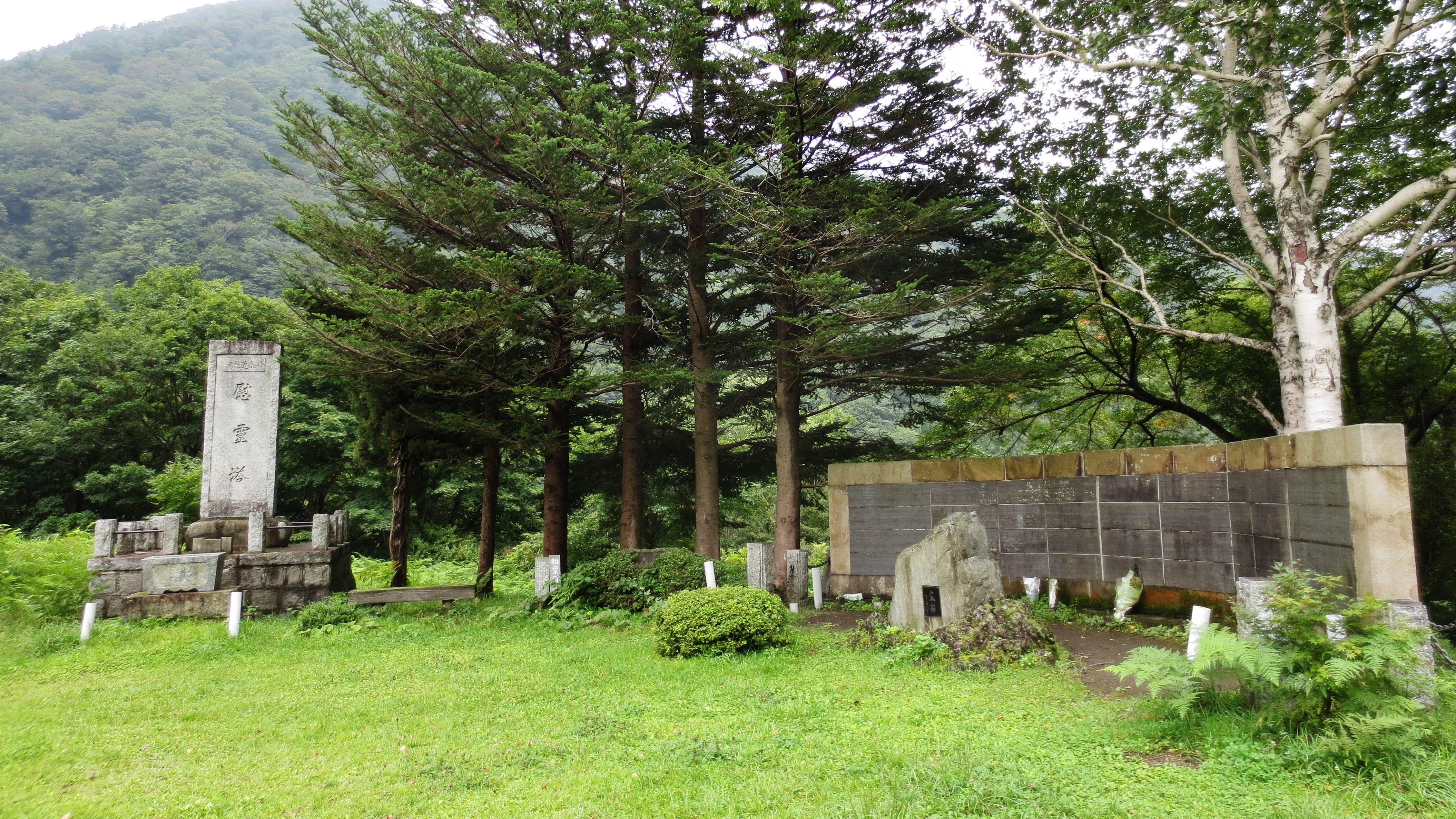
遭難者慰霊碑

遭難事故の多くは一般登山道から離れた一ノ倉沢周辺で発生しているが、最も登りやすいとされる天神尾根ルートでも急激な気象の変化や、急斜面の続く箇所があり、森林限界以上でもあるなど、本格的な登山となるため、装備を整えてから挑むことが望ましい。
谷川岳の標高は2,000mにも満たないが、急峻な岩壁と複雑な地形に加えて、中央分水嶺のために天候の変化も激しく、過去の遭難者の数は群を抜いて多い。概要で述べたように、首都圏からのアクセスの良さやアプローチの短さにより登山人口が多いこと、それに反して岩壁の登攀に求められる技術のグレードが高いことに加えて、上記の気象条件の特異性といった複合的な要因が遭難事件・事故の多さにつながっていると考えられる。ただし、遭難者の多くは一ノ倉沢などの岩壁からの登頂によるもので、一般的なルート（天神尾根）はほとんど危険な箇所もなく遭難者も少ないが、頂上直下の雪田に初夏まで残雪が残るほか、一部でロープを使う箇所があったり、滑りやすい蛇紋岩の足場などもあり、注意を要する。遭難の防止のために群馬県谷川岳遭難防止条例が制定されている。毎年10月第1日曜日に土合霊園地で「遭難者慰霊祭」が行われている。

### 死者数のギネス記録
前述の通り、上越線が開通した1931年（昭和6年）から統計が開始された谷川岳遭難事故記録によると、2012年（平成24年）までに805名の死者が出ている。世界各国の8000メートル峰14座の死者を合計しても637名であり、この飛び抜けた数は日本のみならず「世界の山のワースト記録」としてギネス世界記録に記載されている。
こうしたところから、「魔の山」「墓標の山」「人喰い山」「死の山」とも呼ばれる。

### 事例
1935年（昭和10年）9月15日に幕岩を登攀していた東京登歩渓流会のメンバー3名のうち2名が墜落死、天候悪化の中、4日間かけて遺体を収容した。470メートル近い岩壁の頂上まであと15メートルまで登りながらの墜落死と東京登歩渓流会が亡くなった2名の遺体収容までの費用（当時の金額で802円86銭）を公表したことで、当時の山岳界に衝撃を与えた。なお、社会人を中心とした山岳団体であった同会は東京に近い谷川岳での登攀活動が多かったことから遭難事故も多く、1936年4月6日には一の倉沢で1名、1940年5月12日には同じ一の倉沢で2名（うち1名は非会員）で死亡し、更に後者では6月15日には遺体搬出中に雪崩に巻き込まれた3名が死亡している（一ノ倉沢二重遭難事故）。
1943年（昭和18年）9月8日に一ノ倉沢で2人の登山者が絶壁の岩場で遭難死。しかし遭難場所が分からず行方不明として処理され、遺体はそのまま岩場に放置された。30年後の1973年（昭和48年）5月13日に、偶然この場所にたどり着いた登山者が白骨化した遺体を発見。ポケットに残されていた10銭硬貨や過去の記録から、1943年の遭難者と判明した。5月25日に山岳クラブと地元警察により、30年ぶりに下山して親族の元に帰った。
1960年（昭和35年）には、岩壁での遭難事故で宙吊りになった遺体に救助隊が近づけず、災害派遣された陸上自衛隊の狙撃部隊が一斉射撃してザイルを切断、遺体を崖下へ落下させて収容した（谷川岳宙吊り遺体収容）。
1967年、佐宗ルミエが一ノ倉沢五ルンゼ上部からαルンゼ側に滑落し遭難死。

### 石碑等
谷川岳一ノ倉沢出合にある岩場には多くの慰霊碑が建立されている。
土合口駅近くの土合霊園地には「山の鎮の像」が建立されている。「谷川岳のドクトル」碑は、谷川岳エリアの怪我人の治療や、遺体の検視などを多く引き受けた医者の石川三郎を顕彰したもの。

## 参考画像

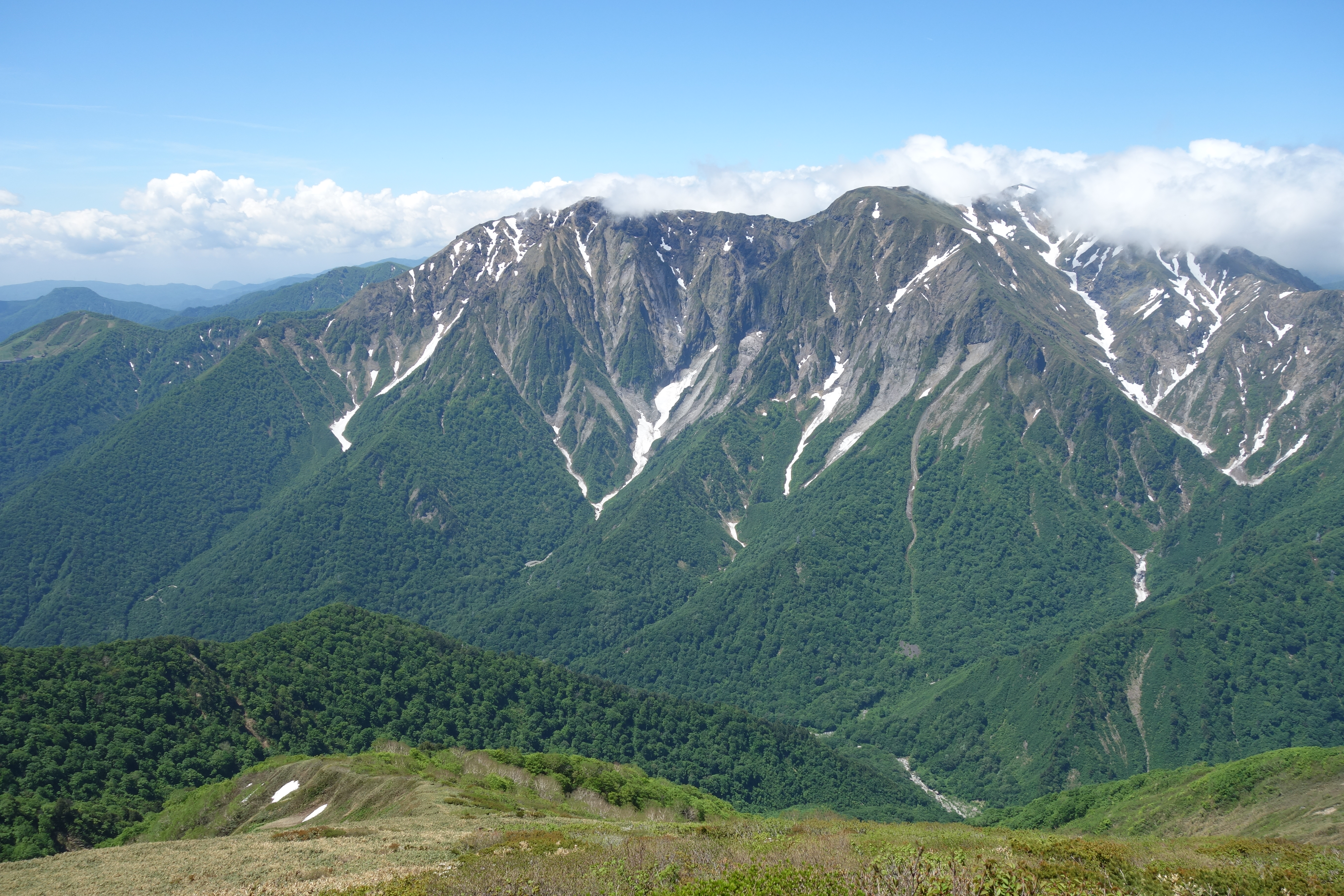
谷川岳-一ノ倉岳-茂倉岳を北東から望む 笠ヶ岳から撮影
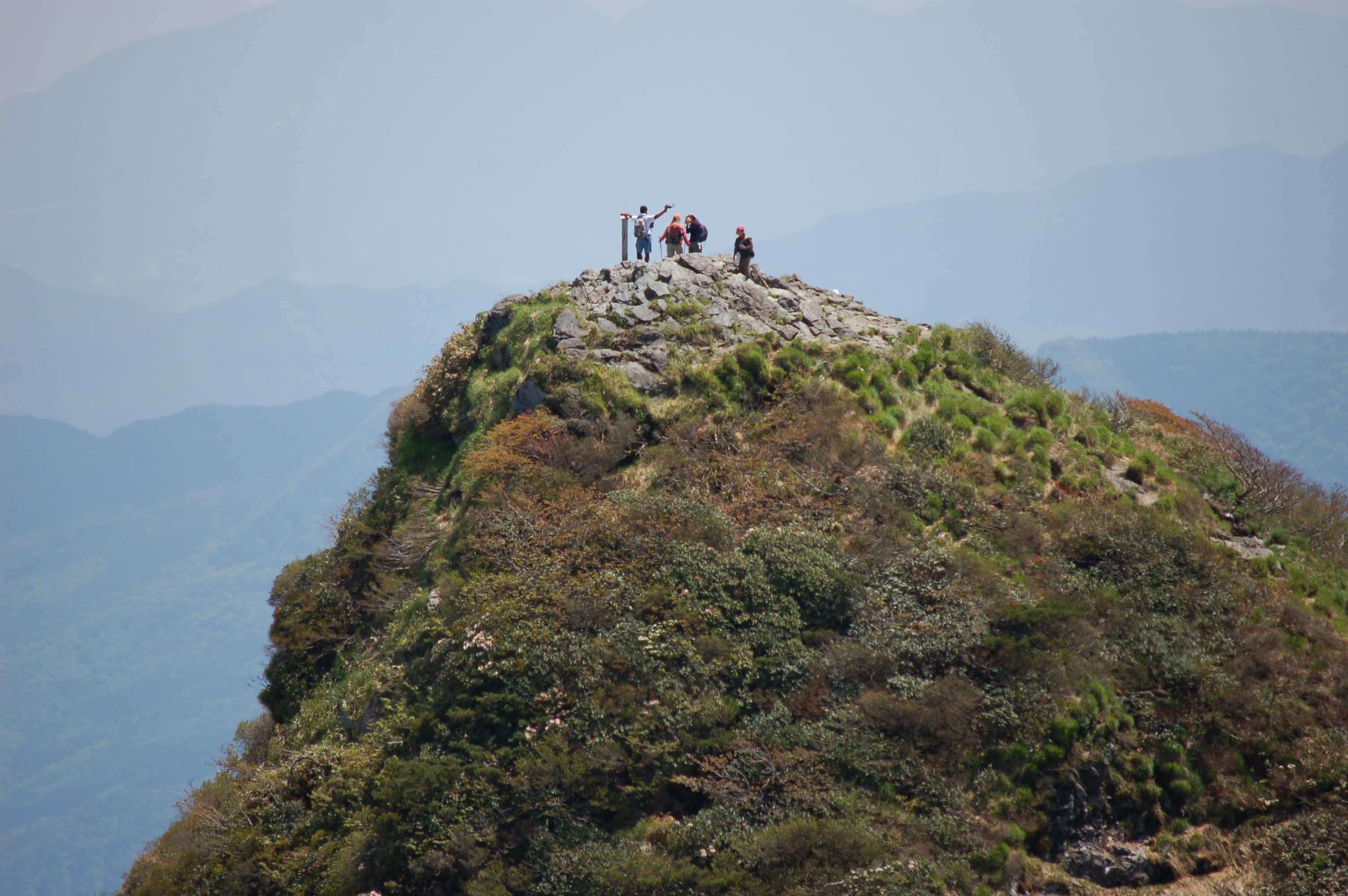
トマの耳
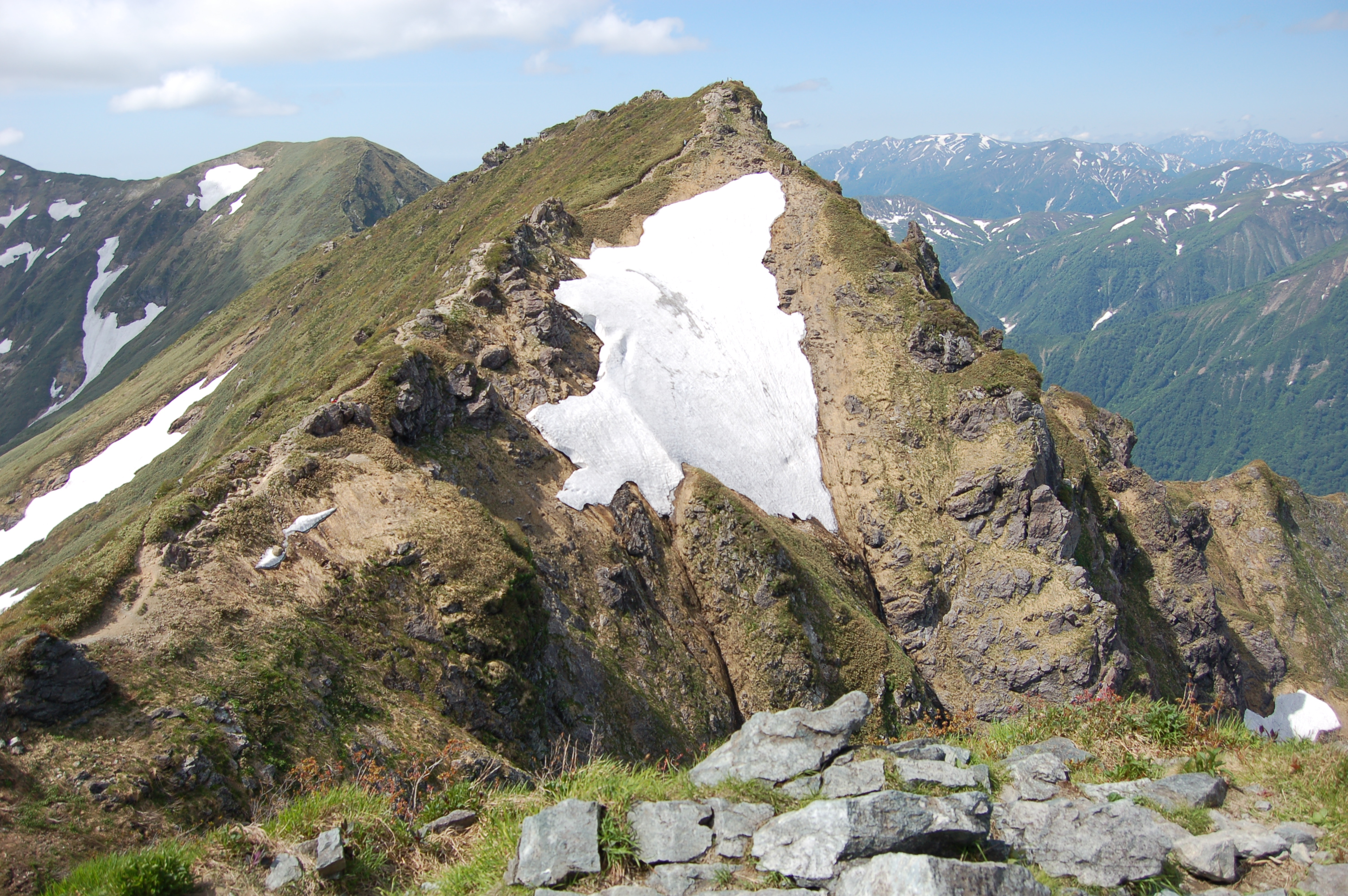
トマの耳から望むオキの耳(山頂) その左奥は一ノ倉岳
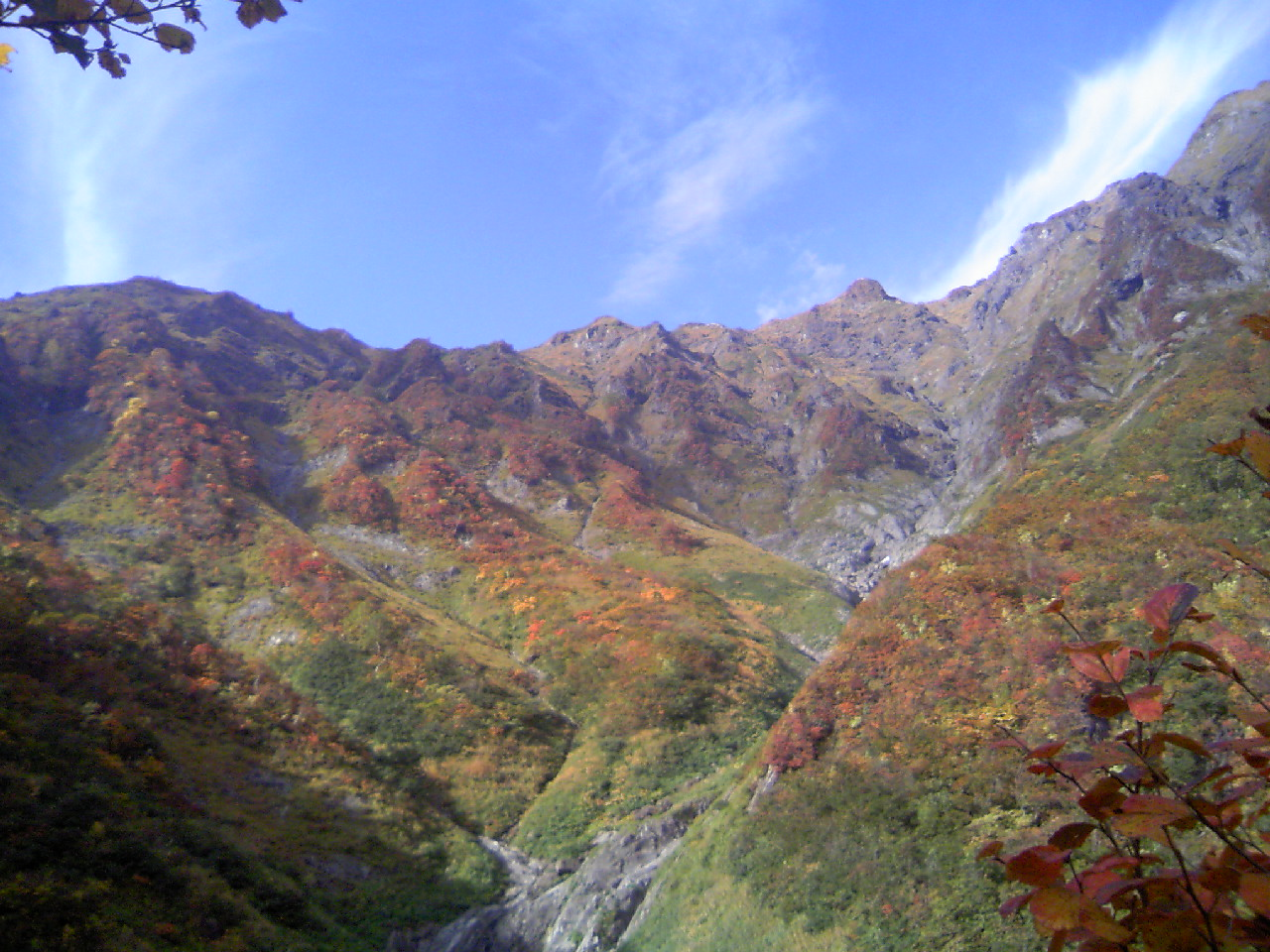
マチガ沢 第一見晴より
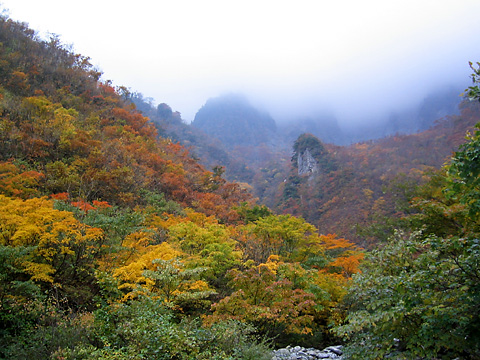
幽ノ沢

## 貫通する鉄道と道路
- JR東日本
  - 上越線（清水トンネル、新清水トンネル）
  - 上越新幹線（大清水トンネル）
- 東日本高速道路
  - 関越自動車道（関越トンネル上り線、下り線）

## 谷川岳が舞台に登場する作品
- 生き抜くことは冒険だよ（長谷川恒男）
- 姥捨（太宰治）
- 狼は帰らず（森田勝、佐瀬稔）
- 押忍!!空手部（高橋幸二）
- 翳りの山（新田次郎）
- 風の遺産（新田次郎）
- 蛾の山（新田次郎）
- 神々の山嶺（夢枕獏）
- 神々の岸壁（新田次郎）
- 仮面ライダー剣
- 劇場版 仮面ライダー剣 MISSING ACE
- 岩壁の九十九時間（新田次郎）
- 虚空の登攀者（長谷川恒男、佐瀬稔）
- 孤高の人（新田次郎）
- 遭難 谷川岳の記録（岩波映画製作所）
- 谷川（石原慎太郎）
- 谷川小唄 - ズンドコ節の替え歌
- 谷川岳（松崎洋二）
- 谷川岳 霧の殺意（梓林太郎）
- 谷川岳 生と死の条件（瓜生卓造）
- 谷川岳鎮魂（瓜生卓造）
- 谷川岳幽の沢（新田次郎）
- 鉄腕アトム「アトム今昔物語」（手塚治虫）
- 土曜ワイド殺人事件（とり・みき、ゆうきまさみ）
- 日本の名峰・絶景探訪（BS-TBS）
- 登りつめた岸壁（新田次郎）
- 風雪のビバーク（松濤明）
- 未亡人登山 第1話「谷川岳」（板橋大祐） - 1巻
- 山で元気に!田部井淳子の登山入門（NHK教育テレビジョン） - 第4回
- 山と食欲と私 第47話「玉子の殿さま」（信濃川日出雄） - 5巻
- 山を渡る -三多摩大岳部録- 第15話「梅雨のサンタクロース」（空木哲生） - 3巻
- 雪の炎（新田次郎）
- おれたちの頂（塀内夏子）
- お前はまだグンマを知らない 第143話「いきなり谷川岳」（井田ヒロト） - 10巻
- にっぽん百名山（日本放送協会） - 2013年8月、2016年2月、2020年8月
- にっぽん名山紀行（テレビ東京） - 2007年11月3日、2011年10月15日
- クライマーズ・ハイ（横山秀夫）
- テツぼん 第165話「シェルパ」（原作：高橋遠州、作画：永松潔） - 19巻
- ブラック・ジャック「霧」（手塚治虫）
- モンキーピーク（志名坂高次）
- ヤマノススメ（しろ） - 4巻
- ワンダー×ワンダー - 大氷壁に挑む ～谷川岳・一ノ倉沢～ （日本放送協会）
- THE ALPINE CLIMBER 単独登攀者・山野井泰史の軌跡 第2話「もっと上へ」（原作：よこみぞ邦彦、作画：山地たくろう） - 1巻
- TWIN PEAKS（佐々木明）

## 近隣の山
- 白毛門
- 笠ヶ岳 (谷川)
- 朝日岳 (群馬県)
- 清水峠
- 七ツ小屋山
- 大源太山
- 蓬峠
- 武能岳
- 茂倉岳
- オジカ沢ノ頭
- 万太郎山
- 仙ノ倉山
- 平標山
- 三国山 (群馬県)
- 三国峠 (群馬県・新潟県)